# ماجد النجرانی
ماجد النجرا